# USS Jeannette (1878)
USS Jeannette foi um navio de guerra tipo canhoneira com 43 metros de comprimento e 428 toneladas de arqueação, utilizado em explorações no Ártico.

## História
Serviu a Marinha Real Britânica como HMS Pandora no período de 1861 a 1875. Foi comprado por Sir Allen Young para realizar expedições no Oceano Ártico entre 1875-1876. O navio foi comprado em 1878 por James Gordon Bennett, Jr. proprietário do New York Herald, e renomeado Jeannette. James Bennett era um entusiasta do Ártico, e obteve a cooperação e assistência do governo norte-americano para montar uma expedição ao Pólo Norte através do Estreito de Bering. O navio ficou a deriva preso no gelo por dois invernos antes de naufragar.